# Züchtergleichung
Die Züchtergleichung (englisch breeder’s equation) beschreibt den zu erwartenden phänotypischen Unterschied zwischen Eltern und ihren Kindern unter Berücksichtigung erblicher Faktoren. Sie ist in der quantitativen Genetik von grundlegender Bedeutung. 1937 wurde sie von dem Genetiker Jay Lush in seinem Buch Animal Breeding Plans eingeführt.

## Die Gleichung
{\displaystyle R=h^{2}\cdot S}
{\displaystyle R}: phänotypischer Unterschied zwischen Eltern und Kindern

{\displaystyle h^{2}}: Heritabilität, von den Kindern geerbter Anteil der untersuchten Eigenschaft

{\displaystyle S}: Unterschied zwischen Eltern und ihrer Verwandtschaft
Wenn mehrere Eigenschaften untersucht werden sollen, wird die Lande-Gleichung verwendet, die von der Züchtergleichung abgeleitet ist.

## Beispiel
Intelligenz ist etwa zur Hälfte erblich und die Verwandtschaft von Alice und Bob hat einen durchschnittlichen IQ von 100. Alice und Bob paaren sich. Alice hat einen IQ von 110 und Bob hat einen IQ von 130. Wie schlau wird ihr Kind sein?
{\displaystyle h^{2}=0{,}5}

{\displaystyle {\bar {q}}_{\text{Eltern}}={\frac {q_{\text{Alice}}+q_{\text{Bob}}}{2}}={\frac {110+130}{2}}=120}

{\displaystyle S={\bar {q}}_{\text{Eltern}}-q_{\text{Verwandtschaft}}=120-100=20}

{\displaystyle R=h^{2}\cdot S=0{,}5\cdot 20=10}

{\displaystyle q_{\text{Kind}}={\bar {q}}_{\text{Eltern}}-R=120-10=110}

Im Durchschnitt hätte das Kind von Alice und Bob also einen IQ von etwa 110.
Das liegt daran, dass die Intelligenz seiner Eltern das Ergebnis von sowohl erblichen als auch nichterblichen Faktoren ist. Letztere führen zu einer Regression zum durchschnittlichen Wert (englisch: regression to the mean) der untersuchten Eigenschaft (IQ 100 in diesem Beispiel). Regression bedeutet nicht Verringerung, sondern Anpassung: Die Züchtergleichung würde es z. B. auch gestatten, dass ein unterdurchschnittlich intelligentes Paar im Schnitt überdurchschnittlich intelligente Kinder zeugt.

## Probleme
Die Züchtergleichung sagt die Entwicklung von Wildtierpopulationen nicht zuverlässig voraus. Zudem kann ihr Ergebnis dem der Price-Gleichung widersprechen, wenn phänotypische und genetische Eigenschaften nicht im selben Verhältnis zur Fitness eines Lebewesens stehen.